# Karlıova
Karlıova (kurdisch: Kanîreş) ist eine Stadt und ein Landkreis (Ilçe) der Provinz Bingöl in der Türkei. Der kurdische Name bedeutet Schwarze Quelle. Der türkische Name bedeutet verschneite Ebene. Die im Stadtsiegel abgebildete Jahreszahl 1936 dürfte auf das Jahr der Erhebung zur (Stadt-)Gemeinde (Belediye/Belde) hinweisen.
Der Landkreis liegt im Nordosten der Provinz und grenzt an die Provinzen Erzurum und Muş. Die Stadt liegt auf einer Ebene zwischen Bingöl und den Şeytan Dağları. Der größte Teil des Landkreises ist gebirgig. Die höchste Erhebung ist der Bingöl Dağı mit 3250 m. Der Landkreis wurde 1934 gegründet. Mit einer Bevölkerungsdichte von 18,7 Einw. je km² erreicht er die Hälfte des Provinzwertes (von 35,2).
Die Kreisstadt Karlıova beherbergt knapp 30 Prozent der Landkreisbevölkerung. Der Rest verteilt sich auf 47 Dörfer (Köy), die im Durchschnitt von 438 Menschen bewohnt werden. 16 Dörfer haben mehr Einwohner als der Durchschnitt, sechs haben mehr als 1000 Einwohner: Taşlıçay (1501), Yiğitler (1409), Kargapazarı (1378), Toklular (1363), Bağlıisa (1138) und Hacılar (1069).
Zazaisch und Kurmandschi sind die häufigsten Sprachen der Region.